# Richard Utler
Richard Utler (24. března 1928 Plzeň – 24. září 2016 tamtéž) byl český fotbalový záložník a trenér.

## Hráčská kariéra
V nejvyšší soutěži hrál za ČSD Plzeň (dříve SK Plzeň, později Lokomotiva), aniž by skóroval. Tamtéž hrál také ve II. lize.

### Prvoligová bilance
| Ročník         | Zápasy | Góly | Minuty | Klub          |
| -------------- | ------ | ---- | ------ | ------------- |
| I. liga 1950   | –      | 0    | –      | ZSJ ČSD Plzeň |
| CELKEM I. LIGA | –      | 0    | –      |               |

## Trenérská kariéra
Po skončení hráčské kariéry se stal trenérem. Dlouhá léta působil v Lokomotivě Plzeň.